# Arnaud De Lie
Arnaud De Lie (Libramont, Bélgica, 16 de março de 2002) é um ciclista profissional belga que compete com a equipa Lotto Soudal.

## Trajetória
Depois de competir na equipa sub-23 do Lotto Soudal em 2021, em julho desse mesmo ano fez-se oficial seu salto ao profissionalismo ao ano seguinte. Dantes de que isso sucedesse conseguiu ganhar duas etapas no Tour de Alsacia, uma, mais a geral, na Volta a Bohemia Meridional e outra no Circuito das Ardenas.
Sua primeira corrida da temporada de 2022 foi a Challenge Ciclista a Mallorca e ali conseguiu a sua primeira vitória do ano no último troféu.

## Palmarés
- 2021
  - 2 etapas do Tour de Alsacia
  - Volta a Bohemia Meridional, mais 1 etapa
  - 1 etapa do Circuito das Ardenas

- 2022
  - Troféu Playa de Palma-Palma
  - Grande Prêmio Jean-Pierre Monseré
  - Volta Limburg Classic
  - Clássica Marcel Kint
  - Flecha de Heist
  - Tour de Limburgo

## Equipas
- Lotto Soudal (2022-)